# Zornice

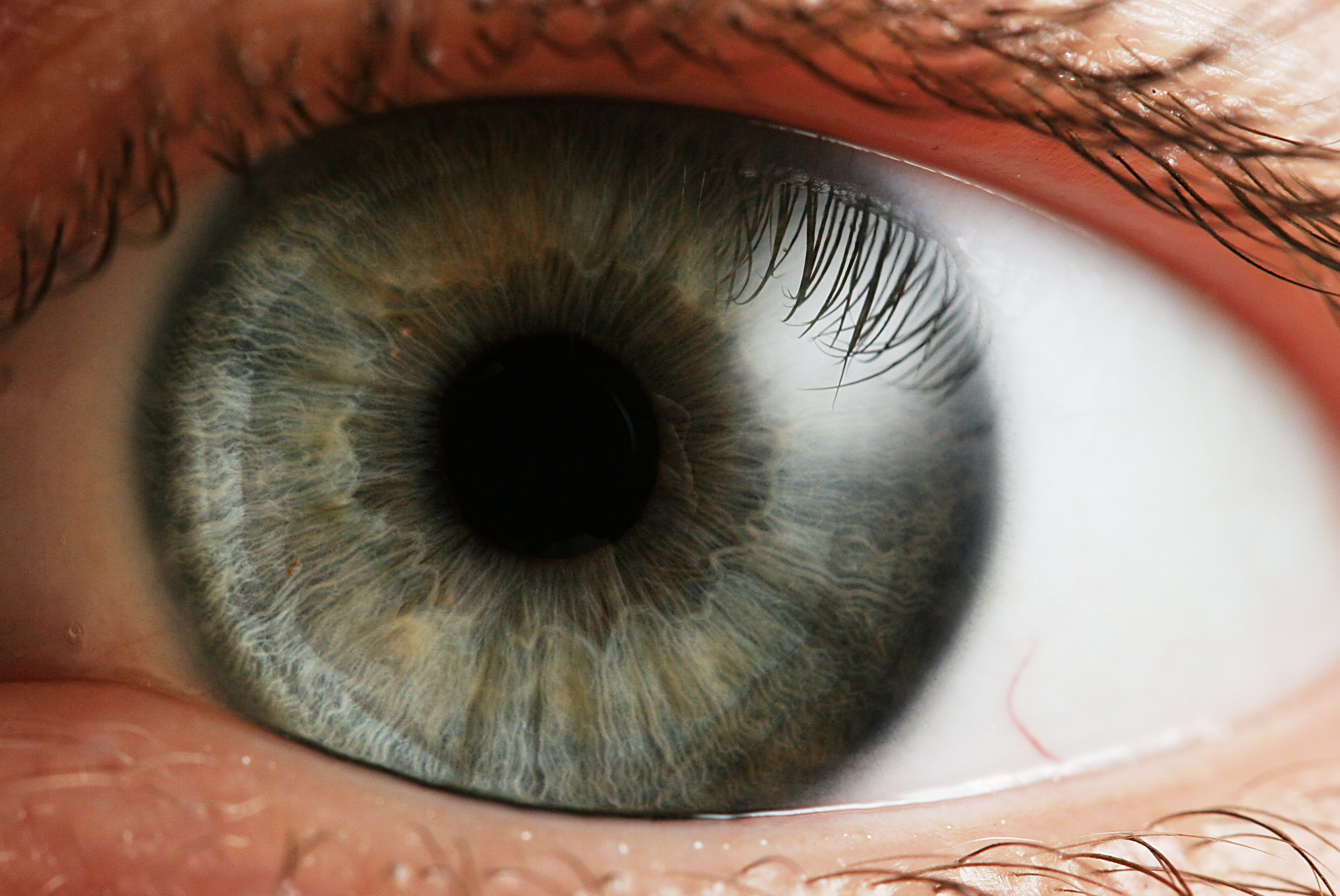
Černá část uprostřed duhovky je zornice

Zornice (též zornička, panenka, zřítelnice, pupila) je část oka, otvor ve střední části duhovky, kterým proniká světlo na sítnici.

## Původ slova
Slova zornice, zornička, zřítelnice jsou odvozena od slova „zřít“ (vidět) a příbuzné se slovy „zřetelný“ nebo „pozor“. Slovo panenka je kalk latinského pupilla, které je zdrobnělinou od pupa a přesněji označovalo osiřelou dívenku. Takové označení vyplývá z odrazu malé postavy pozorujícího v zorničce druhého člověka a je doloženo už u Aristotela jako κορη koré (v češtině je koré známé jako označení řeckých sochařských dívčích figur).

## Popis lidské zornice
Zornice je otvor zející v duhovce. Tento otvor má proměnlivý průměr v závislosti na hladkých svalech – musculus sphincter iridis a musculus dilatator iridis.
Sphincter zornici zužuje (tzv. mióza), dilatator ji rozšiřuje (mydriáza). K rozšíření zornice dochází reflexivně při malém osvětlení a při stresové situaci (působením sympatické inervace z ganglion cervicale superius). K zúžení zornice dochází při vysokém osvětlení a při otravě opioidy (působením parasympatické inervace z ganglion ciliare).

## Průchod světla
Paprsek světla prochází rohovkou, následně přední komorou oční, zornicí, zadní oční komorou, čočkou, a nakonec zadním očním segmentem, vyplněným transparentním sklivcem.

## Zornice v přírodě
Zvířata mají tvar zornice podle způsobu života.
- kruhové - například lidé, psi a velké kočky
- svisle štěrbinové - krokodýli
  - rozšiřující se do stran - malé kočky
  - s místními rozšířeními podél štěrbiny - gekoni
- vodorovná štěrbina - přežvýkaví
- měsíčková, jako úsměv - rejnoci
- ve tvaru písmene W - sépie (řád)

zvířata s nekruhovými zornicemi
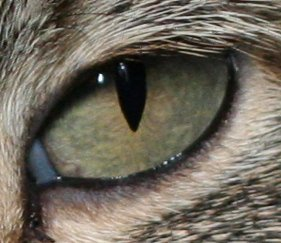
malá kočka - se svislou štěrbinou rozšiřující se do stran
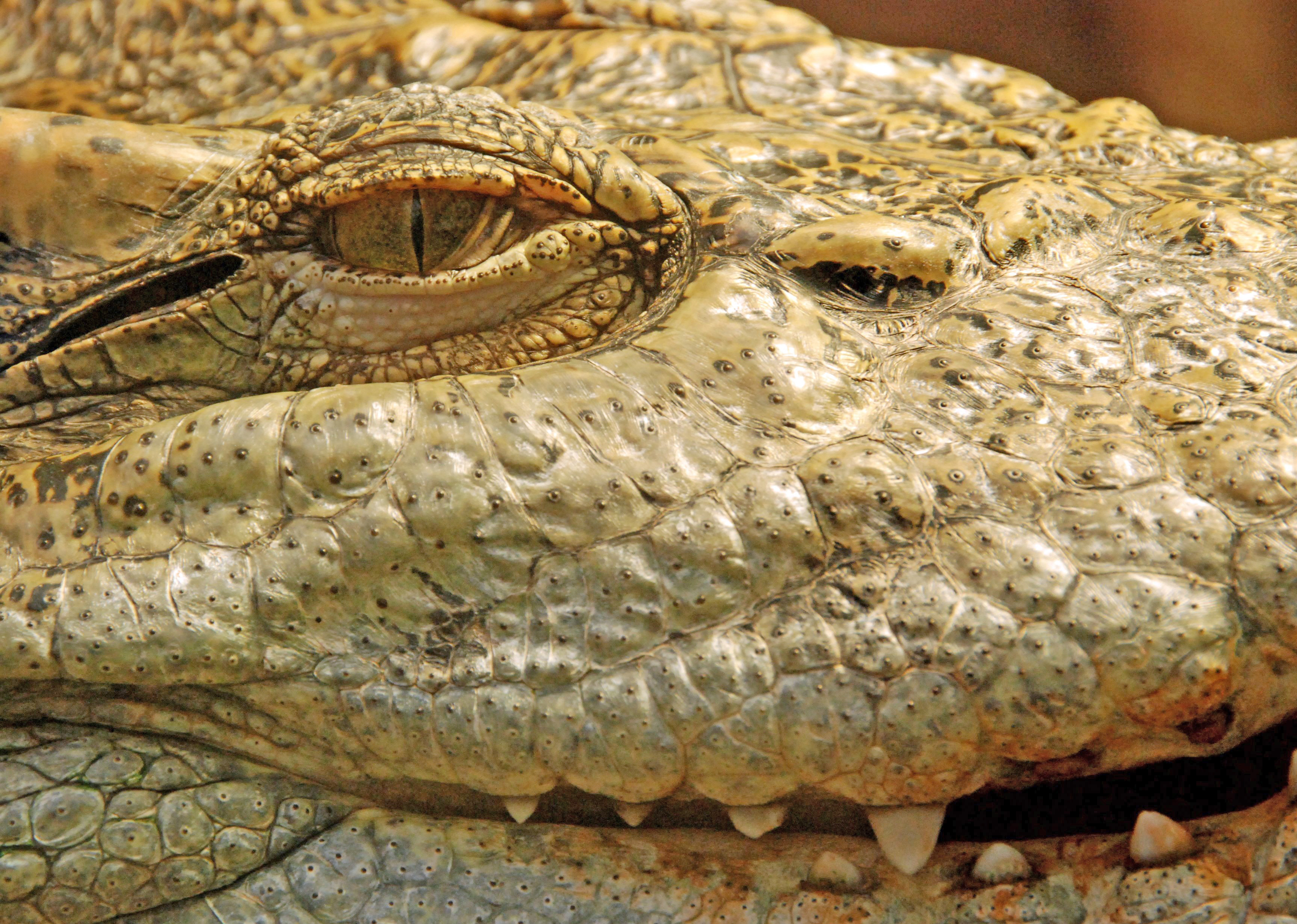
krokodýl - úzká svislá štěrbina
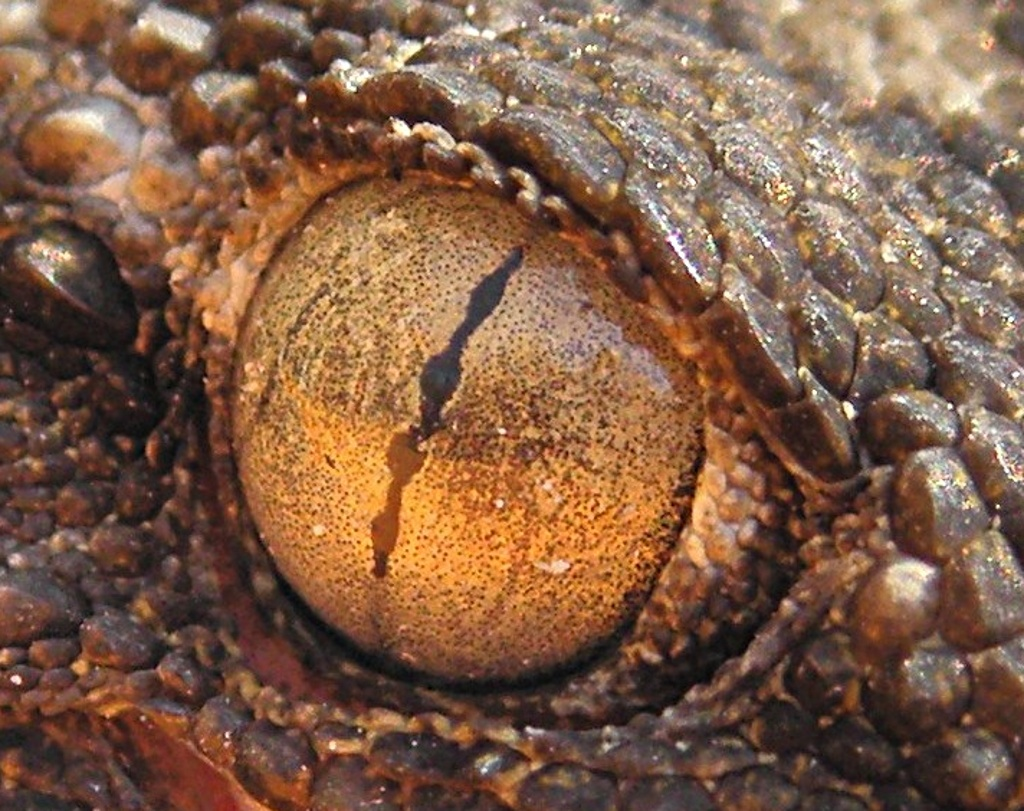
gekon - s úzkou svislou štěrbinou, jako korálky na niti
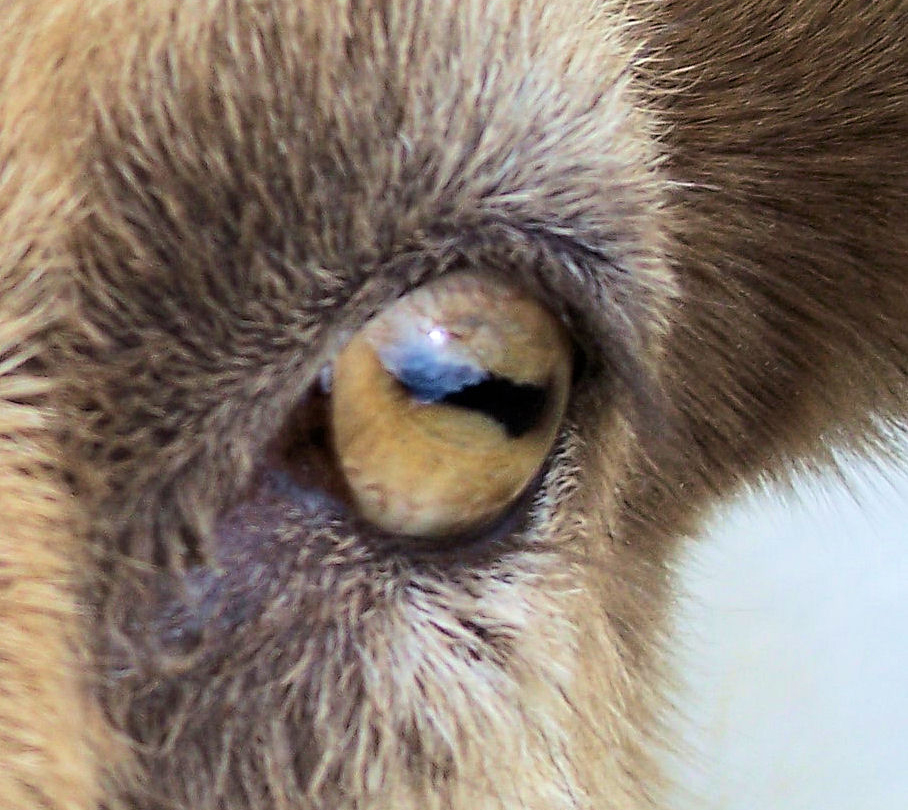
koza - vodorovné obdélníkové, pro co nejširší rozhled po šíři obzoru
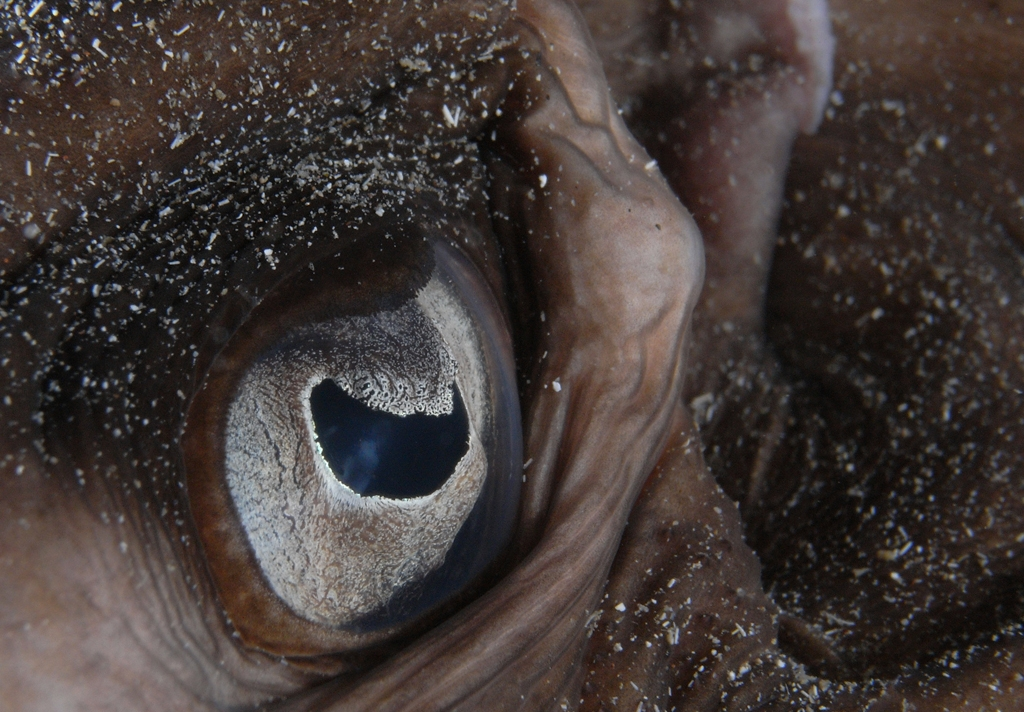
rejnok - půlměsícové, jako úsměv
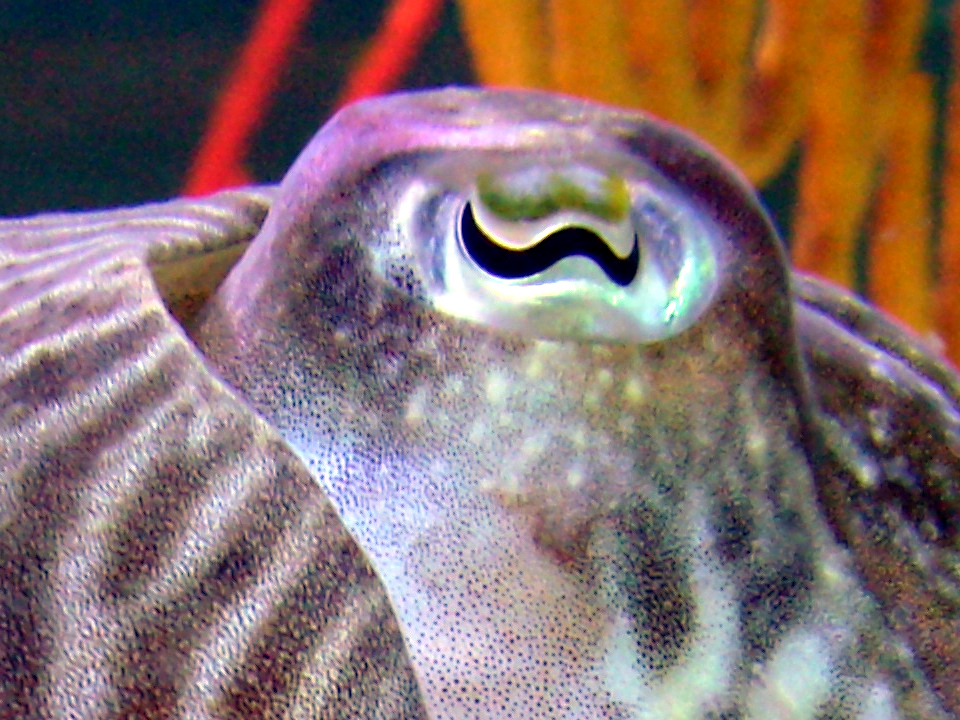
sépie - jako písmeno W